# Dorotea Eduviges de Brunswick-Wolfenbüttel
Dorotea Eduviges de Brunswick-Wolfenbüttel (en alemán, Dorothea Hedwig von Braunschweig-Wolfenbüttel; Wolfenbüttel, 3 de febrero de 1587-Zerbst, 16 de octubre de 1609) fue una princesa de Brunswick-Wolfenbüttel por nacimiento, y princesa de Anhalt-Zerbst por matrimonio.

## Biografía
Dorotea Eduviges era la hija mayor del duque Enrique Julio de Brunswick-Wolfenbüttel (1564-1613) de su primer matrimonio con Dorotea (1563-1587), hija del elector Augusto de Sajonia (1526-1586). Su nacimiento causó la muerte de su madre.
Dorotea Eduviges contrajo matrimonio el 29 de diciembre de 1605 en Wolfenbüttel con el príncipe Rodolfo de Anhalt-Zerbst (1576-1621). Murió en el parto de su cuarto hijo, una princesa nacida muerta que nació una hora más tarde de la muerte de su madre. La princesa fue enterrada en la Iglesia de Bartolomé en Zerbst. Su lema fue: El temor del Señor es el inicio de la sabiduría.

## Descendencia
De su matrimonio con Rodolfo, Dorotea Eduviges tuvo los siguientes hijos:
1. Niña nacida muerta (Zerbst, octubre(?) de 1606).
2. Dorotea (Zerbst, 25 de septiembre de 1607-Hitzacker, 26 de septiembre de 1634), desposó el 26 de octubre de 1623 al duque Augusto de Brunswick-Luneburgo.
3. Leonor (Zerbst, 10 de noviembre de 1608-Osterholm, 2 de noviembre de 1681), desposó el 15 de febrero de 1632 al duque Federico de Schleswig-Holstein-Sonderburg-Norburg.
4. Niña nacida muerta (Zerbst, 16 de octubre de 1609).